# Gaertnera walkeri
Espèce
Synonymes
- Sykesia walkeri Arn.[1]

Statut de conservation UICN

 VU A1c, B1+2c : Vulnérable
Gaertnera walkeri est une espèce de plantes de la famille des Rubiaceae.

## Liste des variétés
Selon Tropicos (10 avril 2019) (Attention liste brute contenant possiblement des synonymes) :
- variété Gaertnera walkeri var. angustifolia Benth.
- variété Gaertnera walkeri var. gardneri (Thwaites) C.B. Clarke

## Publication originale
- Annales Musei Botanici Lugduno-Batavi 1: 174. 1850.